# Удженто
Удженто (італ. Ugento, сиц. Uscentu) — муніципалітет в Італії, у регіоні Апулія,  провінція Лечче.
Удженто розташоване на відстані близько 530 км на південний схід від Рима, 175 км на південний схід від Барі, 50 км на південь від Лечче.
Населення — 12 507 осіб (2014).

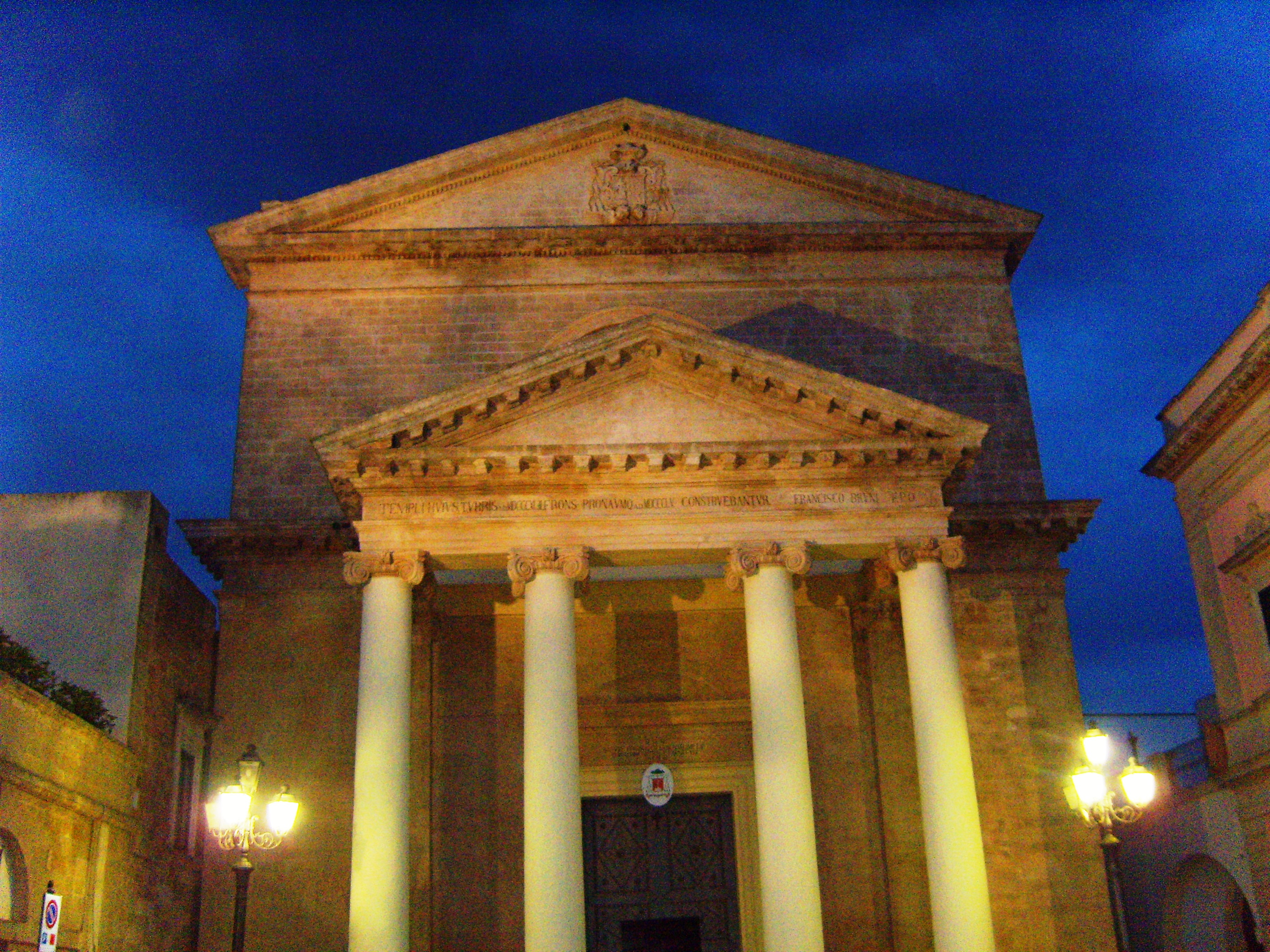

Щорічний фестиваль відбувається 22 січня. Покровитель — San Vincenzo di Saragozza.

## Демографія
Населення за роками:

Станом на 1 січня 2023 року в муніципалітеті офіційно проживали 284 іноземці з 36 країн, серед них 160 громадян країн Євросоюзу.

## Сусідні муніципалітети
- Аккуарика-дель-Капо
- Аллісте
- Казарано
- Меліссано
- Презічче
- Ракале
- Руффано
- Сальве
- Тауризано